# Laura Garrido Knörr
Laura Garrido Knörr (Vitòria, 25 de desembre de 1970) és una política del Partit Popular. Actualment és diputada al Parlament Basc i portaveu del Partit Popular del País Basc.
Va estudiar a l'Ikastola Olabide de Vitòria. Es va llicenciar en Dret a la Universitat del País Basc i Especialista en Administracions Públiques per l'Institut Basc d'Administració Pública (IVAP) i ha fet estudis de Ciències Polítiques.
És membre del Partit Popular i va ser regidora de Barrundia i Lizarza. Des de 1999 ha estat procuradora les Juntes Generals d'Àlaba fins que el 2003 va esdevenir la vicepresidenta primera de la taula de la cambra foral alabesa. Laura Garrido és parlamentària del Parlament Basc des de l'any 2006. Va ser secretària de Treball i Afers Socials i portaveu de l'executiva del Partit Popular a Àlaba i avui en dia forma part de l'executiva nacional del Partit Popular. Laura Garrido és una de les persones que sap i parla basc del Partit Popular del País Basc, pel que sempre representa al seu partit en els debats electorals de ETB 1 o en les tertúlies i entrevistes en euskera d'aquest i altres mitjans. El 7 d'octubre de 2020 va ser elegida secretària general del Partit Popular del País Basc.